# Marocko i olympiska sommarspelen 1996
Marocko deltog i de olympiska sommarspelen 1996 med en trupp bestående av 34 deltagare, som tog 2 bronsmedaljer.

## Boxning
| Idrottare       | Gren          | Sextondelsfinal        | Åttondelsfinal       | Kvartsfinal           | Semifinal            | Final                |
| Idrottare       | Gren          | Motståndare Resultat   | Motståndare Resultat | Motståndare Resultat  | Motståndare Resultat | Motståndare Resultat |
| --------------- | ------------- | ---------------------- | -------------------- | --------------------- | -------------------- | -------------------- |
| Hamid Berhili   | Lätt flugvikt | Tetteh (GHA) W 10-5    | Yang (CHN) W 14-9    | Velasco (PHI) L 20-10 | Gick inte vidare     | Gick inte vidare     |
| Mohamed Zbir    | Flugvikt      | Mukuka (ZAM) L 11-4    | Gick inte vidare     | Gick inte vidare      | Gick inte vidare     | Gick inte vidare     |
| Hicham Nafil    | Bantamvikt    | Vernal (COL) W 16-3    | Nolasco (DOM) W 18-6 | Vichai (THA) L 13-4   | Gick inte vidare     | Gick inte vidare     |
| Mohamed Achik   | Fjädervikt    | Peden (AUS) L 15-7     | Gick inte vidare     | Gick inte vidare      | Gick inte vidare     | Gick inte vidare     |
| Kabil Lahsen    | Weltervikt    | Hernández (ECU) W 18-9 | Santos (PUR) L 16-4  | Gick inte vidare      | Gick inte vidare     | Gick inte vidare     |
| Mohamed Mesbahi | Mellanvikt    | Borowski (POL) L 9-6   | Gick inte vidare     | Gick inte vidare      | Gick inte vidare     | Gick inte vidare     |

## Brottning
Grekisk-romersk stil
| Brottare           | Gren                           | Omgång 1               | Omgång 2             | Kvartsfinal          | Semifinal            | Final                | Återkval Omgång 1    | Återkval Omgång 2     | Återkval Omgång 3    | Återkval Omgång 4    | Återkval Omgång 5    | Brons- match         |
| Brottare           | Gren                           | Motståndare Resultat   | Motståndare Resultat | Motståndare Resultat | Motståndare Resultat | Motståndare Resultat | Motståndare Resultat | Motståndare Resultat  | Motståndare Resultat | Motståndare Resultat | Motståndare Resultat | Motståndare Resultat |
| ------------------ | ------------------------------ | ---------------------- | -------------------- | -------------------- | -------------------- | -------------------- | -------------------- | --------------------- | -------------------- | -------------------- | -------------------- | -------------------- |
| Anwar Kandafil     | Lättvikt, grekisk-romersk      | Georgiev (BUL) L 10-0  | Gick inte vidare     | Gick inte vidare     | Gick inte vidare     | Gick inte vidare     | N/A                  | Daynes (CAN) L 5-4    | Gick inte vidare     | Gick inte vidare     | Gick inte vidare     | Gick inte vidare     |
| Aziz Khalfi        | Weltervikt, grekisk-romersk    | Zeman (CZE) L 7-0      | Gick inte vidare     | Gick inte vidare     | Gick inte vidare     | Gick inte vidare     | N/A                  | Tracz (POL) L 9-2     | Gick inte vidare     | Gick inte vidare     | Gick inte vidare     | Gick inte vidare     |
| Abdelaziz Essafoui | Lätt tungvikt, grekisk-romersk | Fafiński (POL) L 4-0   | Gick inte vidare     | Gick inte vidare     | Gick inte vidare     | Gick inte vidare     | N/A                  | Houssain (EGY) L 4-0  | Gick inte vidare     | Gick inte vidare     | Gick inte vidare     | Gick inte vidare     |
| Mohamed Basri      | Tungvikt, grekisk-romersk      | Damjanović (CRO) L 6-0 | Gick inte vidare     | Gick inte vidare     | Gick inte vidare     | Gick inte vidare     | N/A                  | Nonomura (JPN) L 10-0 | Gick inte vidare     | Gick inte vidare     | Gick inte vidare     | Gick inte vidare     |
| Rashid Belaziz     | Supertungvikt, grekisk-romersk | Johansson (SWE) L 8-0  | Gick inte vidare     | Gick inte vidare     | Gick inte vidare     | Gick inte vidare     | N/A                  | Ayari (TUN) L 4-2     | Gick inte vidare     | Gick inte vidare     | Gick inte vidare     | Gick inte vidare     |

## Friidrott
Herrar
Bana
| Idrottare               | Gren                         | Heat omgång 1   | Heat omgång 1   | Heat omgång 2 | Heat omgång 2 | Semifinal        | Semifinal        | Final            | Final            |
| Idrottare               | Gren                         | Tid             | Placering       | Tid           | Placering     | Tid              | Placering        | Tid              | Placering        |
| ----------------------- | ---------------------------- | --------------- | --------------- | ------------- | ------------- | ---------------- | ---------------- | ---------------- | ---------------- |
| Lahlou Ben Younès       | Herrarnas 800 meter          | 1:45.85         | 8 Q             | N/A           | N/A           | 1:43.99          | 4 Q              | 1:45.52          | 8                |
| Rachid El-Basir         | Herrarnas 1 500 meter        | 3:42.85         | 36              | N/A           | N/A           | Gick inte vidare | Gick inte vidare | Gick inte vidare | Gick inte vidare |
| Hicham El Guerrouj      | Herrarnas 1 500 meter        | 3:37.66         | 10 Q            | N/A           | N/A           | 3:35.29          | 8 Q              | 3:40.75          | 12               |
| Driss Maazouzi          | Herrarnas 1 500 meter        | 3:37.08         | 6 Q             | N/A           | N/A           | 3:34.35          | 6 q              | 3:39.65          | 10               |
| Khalid Boulami          | Herrarnas 5 000 meter        | 13:54.72        | 15 Q            | N/A           | N/A           | 13:29.72         | 5 Q              | 13:08.37         |                  |
| Brahim Lahlafi          | Herrarnas 5 000 meter        | 13:51.25        | 2 Q             | N/A           | N/A           | 13:27.73         | 3 Q              | 13:13.26         | 8                |
| Ismaïl Sghyr            | Herrarnas 5 000 meter        | 14:02.71        | 21 Q            | N/A           | N/A           | 14:04.23         | 14 Q             | 13:22.89         | 11               |
| Saleh Hissou            | Herrarnas 10 000 meter       | 27:53.32        | 5 Q             | N/A           | N/A           | N/A              | N/A              | 27:24.67         |                  |
| Khalid Skah             | Herrarnas 10 000 meter       | 28:23.31        | 16 Q            | N/A           | N/A           | N/A              | N/A              | 27:46.98         | 7                |
| Larbi Zéroual           | Herrarnas 10 000 meter       | Fullföljde inte | Fullföljde inte | N/A           | N/A           | N/A              | N/A              | Gick inte vidare | Gick inte vidare |
| Abderrahim Ben Redouane | Herrarnas maraton            | N/A             | N/A             | N/A           | N/A           | N/A              | N/A              | 2:30:49          | 84               |
| Abdelkader El Mouaziz   | Herrarnas maraton            | N/A             | N/A             | N/A           | N/A           | N/A              | N/A              | 2:20:39          | 44               |
| Ali Ettounsi            | Herrarnas maraton            | N/A             | N/A             | N/A           | N/A           | N/A              | N/A              | 2:36:01          | 98               |
| Hicham Bouaouiche       | Herrarnas 3 000 meter hinder | 8:31.97         | 20 Q            | N/A           | N/A           | 8:27.76          | 11 Q             | 8:46.22          | 11               |
| Brahim Boulami          | Herrarnas 3 000 meter hinder | 8:30.97         | 11 Q            | N/A           | N/A           | 8:20.43          | 5 Q              | 8:23.13          | 7                |
| Abdelaziz Sahère        | Herrarnas 3 000 meter hinder | 8:26.79         | 1 Q             | N/A           | N/A           | 8:33.90          | 17               | Gick inte vidare | Gick inte vidare |

Damer
Bana
| Idrottare    | Gren                 | Heat omgång 1 | Heat omgång 1 | Heat omgång 2 | Heat omgång 2 | Semifinal | Semifinal | Final            | Final            |
| Idrottare    | Gren                 | Tid           | Placering     | Tid           | Placering     | Tid       | Placering | Tid              | Placering        |
| ------------ | -------------------- | ------------- | ------------- | ------------- | ------------- | --------- | --------- | ---------------- | ---------------- |
| Zohra Ouaziz | Damernas 5 000 meter | 15:55.03      | 29            | N/A           | N/A           | N/A       | N/A       | Gick inte vidare | Gick inte vidare |

## Gymnastik
Damer
| Gymnast          | Gren                           | Kval    | Kval    | Kval    | Kval    | Kval   | Kval      |
| Gymnast          | Gren                           | Redskap | Redskap | Redskap | Redskap | Totalt | Placering |
| Gymnast          | Gren                           | F       | V       | UB      | BB      | Totalt | Placering |
| ---------------- | ------------------------------ | ------- | ------- | ------- | ------- | ------ | --------- |
| Naima El-Rhouati | Damernas individuella mångkamp | 17.387  | 18.337  | 17.449  | 14.681  | 67.854 | 74        |

## Judo
Herrar
| Idrottare                   | Gren                     | Resultat |
| --------------------------- | ------------------------ | -------- |
| Abdel Ouahed Idrissi Chorfi | Extra lättvikt (-60 kg)  | 17       |
| Adil Bel Gaid               | Halv mellanvikt (-81 kg) | 21       |
| Adil Kaaba                  | Mellanvikt (-90 kg)      | 21       |

## Tennis
| Spelare      | Gren       | Omgång 1     | Omgång 1  | Omgång 2         | Omgång 2         | Omgång 3         | Omgång 3         | Kvartsfinal      | Kvartsfinal      | Semifinal        | Semifinal        | Final            | Final            | Final            |
| Spelare      | Gren       | Motståndare  | Poäng     | Motståndare      | Poäng            | Motståndare      | Poäng            | Motståndare      | Poäng            | Motståndare      | Poäng            | Motståndare      | Poäng            | Placering        |
| ------------ | ---------- | ------------ | --------- | ---------------- | ---------------- | ---------------- | ---------------- | ---------------- | ---------------- | ---------------- | ---------------- | ---------------- | ---------------- | ---------------- |
| Hicham Arazi | Herrsingel | Rosset (SUI) | L 2-6 3-6 | Gick inte vidare | Gick inte vidare | Gick inte vidare | Gick inte vidare | Gick inte vidare | Gick inte vidare | Gick inte vidare | Gick inte vidare | Gick inte vidare | Gick inte vidare | Gick inte vidare |